# Kamenička (Bílá Voda)
Kamenička (niem. Kamitz-Überschar) – wieś, część gminy Bílá Voda, położona w kraju ołomunieckim, w powiecie Jesionik, w Czechach.